# Lussac-saint-émilion
Le lussac-saint-émilion est un vin rouge français d'appellation d'origine contrôlée produit sur le territoire de la commune de Lussac.

## Historique
L'implantation du vignoble semble dater de l'époque gallo-romaine. Au tout début du XXe siècle, la surproduction et des pratiques douteuses ont comme conséquence la création des appellations d'origine. Dans le Libournais, les viticulteurs de Saint-Émilion essayent d'interdire à leurs collègues des communes voisines de vendre leurs vins sous le nom saint-émilion. Le 24 novembre 1921, le tribunal civil de Libourne limite l'aire d'appellation d'origine saint-émilion à l'ancienne juridiction, ce qui exclut Lussac, Montagne, Parsac, Puisseguin et Saint-Georges. Le même jour, le tribunal autorise les producteurs de ces communes à ajouter « Saint-Emilion » après le nom de leur commune pour la commercialisation des vins (confirmé par la cour d'appel de Bordeaux le 26 février 1923).
L'AOC lussac-saint-émilion a été créée le 14 novembre 1936. La coopérative, regroupant des viticulteurs de Lussac et de Puisseguin, est fondée en 1938. Le cahier des charges a connu plusieurs évolutions, homologuées le 20 octobre 2009, le 7 décembre 2011 et le 11 janvier 2024.

## Vignoble
Le vignoble produisant le lussac-saint-émilion se situe dans le département de la Gironde, dans la partie du vignoble de Bordeaux appelée le Libournais, sur la rive droite de la Dordogne. Lussac se situe au nord de Saint-Émilion. Avec les montagne-saint-émilion, saint-georges-saint-émilion et puisseguin-saint-émilion, ils forment les quatre « appellations satellites » du saint-émilion.

### Géologie
À l'instar des autres appellations situées au nord de Saint-Émilion, son terroir est marqué par la trilogie coteau, plateau et bas de pente. Au nord de la commune de Lussac, le plateau est recouvert de sables du Périgord, à l'origine de vins agréables jeunes. Au sud, le coteau argilo-calcaire forme un arc de cercle bien exposé ; il engendre des vins de plus longue garde. On trouve des sols argileux plus froids au nord.
Les sols caractéristiques sont lessivés et à fertilité faible. On distingue :
- les sols à dominante argilo-calcaire, au sud et au cœur de la commune ;
- les sols à texture sablo-argileuse ou sablo-limoneuse avec quelques graviers épars, au nord de la commune[3],[12],[13].

### Encépagement

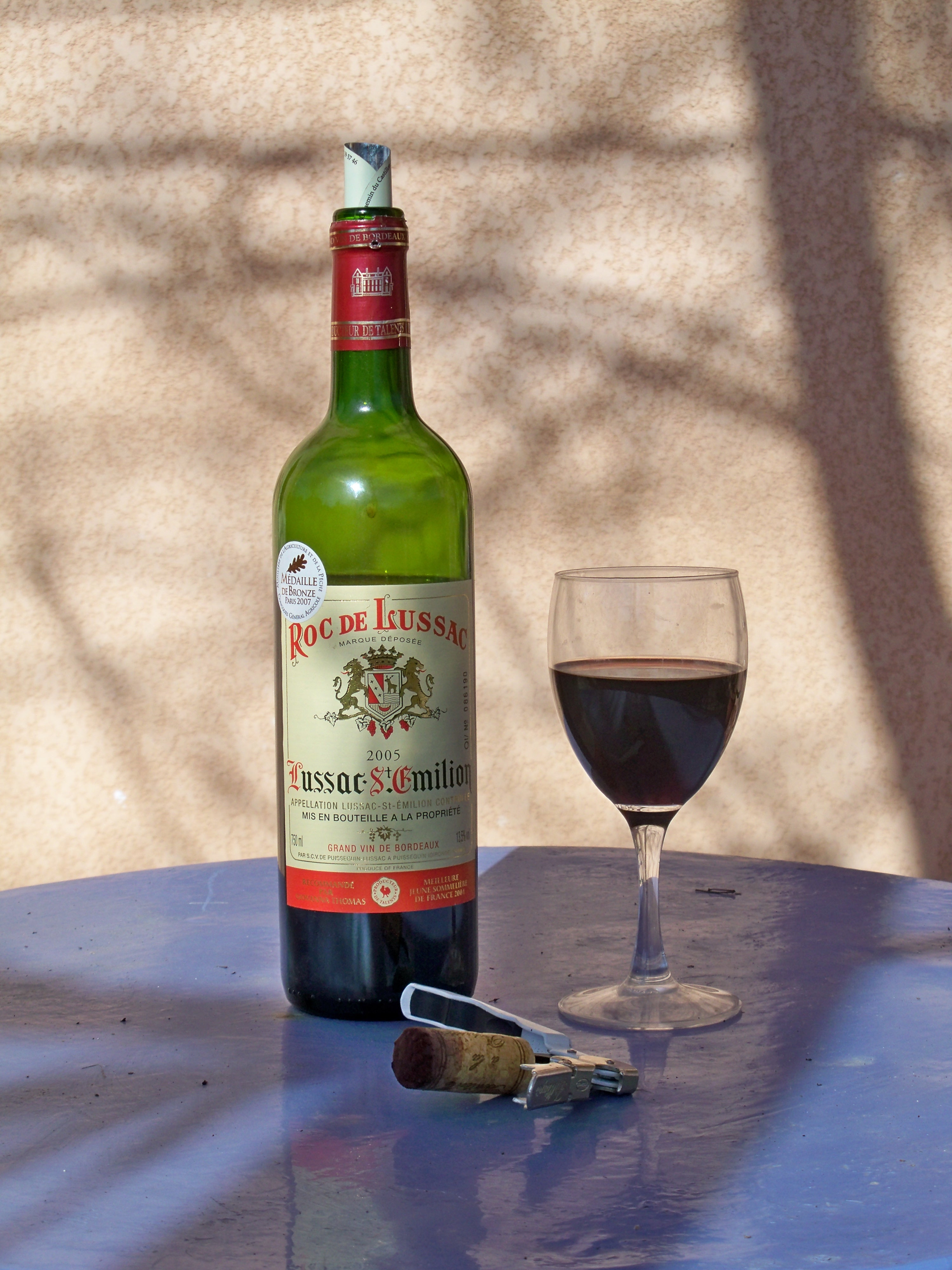
Bouteille de lussac-saint-émilion.

Traditionnellement, les vins de Lussac sont des vins d'assemblage de différents cépages. Les trois principaux étant le merlot N, le cabernet franc N (ou bouchet) et le cabernet sauvignon N.
La répartition des cépages est la suivante :
- le merlot, c'est le cépage le plus représenté (plus de 65 % de l'encépagement autour de Saint-Émilion). C'est un cépage précoce de deuxième époque, il apprécie le caractère frais et humide des sols à texture argileuse. Il mûrit bien et apporte au vin de la couleur, une bonne richesse alcoolique, une bonne complexité ainsi que de la souplesse et de la rondeur en bouche.
- Le cabernet franc, essentiellement planté dans le Libournais, il représente près de 25 % de l'encépagement de Saint-Émilion. De précocité moyenne, il est plus utilisé sur les sols calcaires ou à texture un peu plus chaude (sables et graves). Il apporte au vin une finesse aromatique légèrement épicée, une fraîcheur et une structure tannique, conférant au vin une grande aptitude de vieillissement.
- Le cabernet sauvignon, représentant environ 10 % de l'encépagement autour de Saint-Émilion, c'est un cépage tardif particulièrement adapté aux sols chauds et secs (gravelo-sableux ou sols argilo-calcaires bien exposés). Il apporte au vin des notes épicées, complexes et une richesse tannique favorable à une conservation longue et harmonieuse.

Le cahier des charges de l'AOC lussac-saint-émilion permet également l'utilisation de trois autres cépages : le malbec (ou côt), la carménère et le petit verdot. Parmi eux, seul le malbec est encore anecdotiquement utilisé. À noter que la carménère et le petit verdot, cépages accessoires, ne peuvent, ensemble, pas dépasser 10 % de l'encépagement.

### Rendement
Le rendement de base est fixé à 53 hl/ha et le rendement butoir à 65 hl/ha. Avant tout enrichissement ou concentration, les raisins doivent avoir au moins 194 grammes par litre de moût pour le merlot N et 180 grammes par litre de moût pour les autres cépages. Le vin doit présenter après fermentation un degré alcoolique minimum de 11 % vol.
Pour référence, 1 486 hectares de superficie plantés en vigne ont été revendiqués en 2005 avec une production de 69 313 hectolitres, soit un rendement de 47 hl/ha.
Les rendements moyens déclarés récemment sont :
| Année | Superficie (ha) | Production (hl) | Rendement (hl/ha) |
| ----- | --------------- | --------------- | ----------------- |
| 2019  | 1 472           | 71 310          | 48                |
| 2020  | 1 458           | 64 804          | 44                |
| 2021  | 1 438           | 55 374          | 39                |
| 2022  | 1 436           | 77 931          | 54                |
| 2023  | 1 415           | 70 700          | 50                |
| 2024  | 1 389           | 54 812          | 39                |

## Vins

### Hiérarchie des prix
Le prix de vente des vignes ayant droit aux quatre appellations satellites est officiellement en 2023 de 80 000 euros l'hectare en moyenne (variant entre 40 000 et 110 000), ce qui est en-dessous des prix pratiqués pour du saint-émilion, dont l'hectare est à 270 000 € (de 180 000 à 5 000 000), mais bien plus que pour un hectare de bordeaux rouge à 9 000 €/ha (de 4 000 à 17 000) ou de la terre agricole en Gironde qui est à une moyenne de 7 590 €/ha.
Pour une comparaison entre les appellations, on peut prendre les prix pratiqués (en € pour une tonneau de 900 litres) officiellement pour le calcul des fermages en 2023, qui fournissent une hiérarchie :
- 833,5 € (92,5 €/hl) pour du bordeaux rouge ;
- 1 098 € (122 €/hl) pour du côtes-de-bordeaux ;
- 2 008 € (223 €/hl) pour du lussac-saint-émilion ;
- 2 299 € (255,5 €/hl) pour du montagne-saint-émilion ou du saint-georges-saint-émilion ;
- 2 428 € (270 €/hl) pour du puisseguin-saint-émilion ;
- 3 708 € (412 €/hl) pour du saint-émilion ;
- 9 230 € (1 025,5 €/hl) pour du pomerol.

Les prix dans le commerce sont évidemment bien plus élevés, variant considérablement en fonction du nom du producteur.

### Gastronomie
La couleur est soutenue, une robe rubis sombre aux reflets violacés (pourpre, bordeaux) ; les vins sont puissants, ronds, avec des arômes typés du merlot de fruits rouges et de fruits noirs, avec une palette aromatique évoquant aussi le cuir, le pruneau, le sous-bois, le poivron, les épices et le gibier,.
Élégant et charpenté, le lussac-saint-émilion privilégie l'équilibre. Les arômes de fruits confits se marient à un bois bien dosé et à des tanins puissants mais ronds qui permettent au vin de se bonifier en cave.
Accords mets-vins : viandes rouges rôties et grillées, viandes blanches, gibiers à plume, fromages peu relevés,.

### Liste de producteurs
- Château Robin La Fleur (famille Noblet-Lassagne)[19] ;
- Château Lyonnat ;
- Château du Courlat (vignobles Bourotte)[20] ;
- Château Les Combes (vignobles Borderie)[21] ;
- Château des Landes (vignobles Lassagne)[22];
- Château de Roques[23] ;
- Château La Rose Perrière - Château La Perriere[24] ;
- Château Lion Perruchon[25] ;
- Château Mayne-Blanc[26] ;
- Vignerons de Puisseguin-Lussac Saint Emilion (cave coopé.)[27] ;
- Château Moulin de Grenet[28] ;
- Château Bellevue Poitou - Château de Rambeau[29] ;
- Château Bel-Air[30] ;
- Château Haut-Piquat (famille Rivière)[31] ;
- Château Roc de Perruchon (famille Chollet)[32] ;
- Château La Fleur de Perruchon (famille Chollet)[32].